# 贝尔戈尔茨采勒
贝尔戈尔茨采勒（法語：Bergholtzzell，亦作Bergholtz-Zell，发音：[bɛʁgɔlt͡s't͡sɛl] 或 [bɛʁkɔls't͡sɛl]；德语：Bergholzzell）是法国上莱茵省的一个市镇，属于坦恩-盖布维莱尔区（Thann-Guebwiller）和盖布维莱尔县（Guebwiller）。该市镇总面积2.29平方公里，2009年时的人口为447人。

## 人口
贝尔戈尔茨采勒人口变化图示